# Bobby Julich
Bobby Julich (n. 18 noiembrie 1971, Corpus Christi, Texas, SUA) este un ciclist american, medaliat olimpic. A participat la o ediție a Jocurilor Olimpice (2004) în care a câștigat o medalie de argint.